# Marathon van Zürich 2003
De marathon van Zürich 2003 vond plaats op 13 april 2004 in Zürich. Dit was de eerste editie van dit hardloopevenement. Bij de mannen won de Ethiopiër Tesfaye Eticha in een tijd van 2:10.58. Bij de vrouwen won de Poolse Karina Szymańska in een tijd van 2:33.27.
In totaal finishten 4667 atleten de wedstrijd waarvan 861 vrouwen. 

## Uitslagen

### Mannen
| rang   | naam                   | land | tijd      |
| ------ | ---------------------- | ---- | --------- |
| Goud   | Tesfaye Eticha         | ETH  | 2:10.58,1 |
| Zilver | Viktor Röthlin         | SUI  | 2:11.05,0 |
| Brons  | Fekadu Degefu          | ETH  | 2:13.56,6 |
| 4      | Pavel Kokine           | RUS  | 2:14.00,8 |
| 5      | Jackton Odiamb Wasiema | KEN  | 2:15.29,7 |
| 6      | Titus Munji            | KEN  | 2:16.57,9 |
| 7      | Alexey Rodionov        | RUS  | 2:17.33,3 |
| 8      | Dabessa Disassa        | ETH  | 2:19.26,3 |
| 9      | Urs Christen           | SUI  | 2:19.33,7 |
| 10     | Peter Omae             | KEN  | 2:19.59,9 |

### Vrouwen
| rang   | naam               | land | tijd      |
| ------ | ------------------ | ---- | --------- |
| Goud   | Karina Szymańska   | POL  | 2:33.27,4 |
| Zilver | Tsiga Worku        | ETH  | 2:39.11,5 |
| Brons  | Emebet Abossa      | ETH  | 2:40.36,8 |
| 4      | Carolina Reiber    | GER  | 2:48.45,0 |
| 5      | Addis Gezahgen     | ETH  | 2:49.08,8 |
| 6      | Sandra Patt        | SUI  | 2:49.31,8 |
| 7      | Katrin Kläsi       | SUI  | 2:50.51,5 |
| 8      | Jitka Belohlavkova | CZE  | 2:51.33,0 |
| 9      | Birgit Bartels     | GER  | 2:55.24,0 |
| 10     | Mirjam Probst      | SUI  | 2:55.42,6 |

2003 ·
2004 ·
2005 ·
2006 ·
2007 ·
2008 ·
2009 ·
2010 ·
2011 ·
2012 ·
2013 ·
2014 ·
2015 ·
2016 ·
2017